# Zygia ampla
Zygia ampla là một loài thực vật có hoa trong họ Đậu. Loài này được (Benth.) Pittier miêu tả khoa học đầu tiên.